# Ana Tijoux
Ana María Merino Tijoux ([tiˈʒu]), thường được biết đến với nghệ danh Ana Tijoux hoặc Anita Tijoux, là một nhạc sĩ người Pháp-Chile. Cô trở nên nổi tiếng tại Mỹ Latinh với vai trò làm MC của nhóm hip-hop Makiza vào cuối những năm 1990s. Vào năm 2006, cô chuyển sang dòng chính thống Latin pop sau khi kết hợp với after her collaboration with nữ ca sĩ người México Julieta Venegas trong bản hit radio "Eres para mí". Tijoux thường được khen ngợi vì "khai phá những vấn đề nhạy cảm không có bạo lực." Cô được biết đến rộng rãi hơn sau khi phát hành album solo thứ hai, 1977.
Tijoux là con gái của đôi vợ chồng người Chile sống lưu đày chính trị tại Phát trong nền độc tài của Augusto Pinochet tại Chile.

## Tiểu sử
Ana María Merino Tijoux sinh vào ngày 12 tháng 6 năm 1977 tại Lille, Pháp. Cô là con gái của hai người Chile bị đày ải đã chạy trốn khỏi Chile tới Pháp sau cuộc đảo chính năm 1973 tại Chile. Mẹ của cô là một nhà xã hội học người Chile nổi tiếng María Emilia Tijoux. Vào năm 1978, gia đình cô chuyển tới Paris, Pháp. Mãi cho tới năm 1983 Ana Maria mới quay trở về Chile và gặp ông bà và họ hàng của cô, những người vẫn ở lại quê hương bất chấp cuộc đảo chính.

### 1997–2006: Makiza

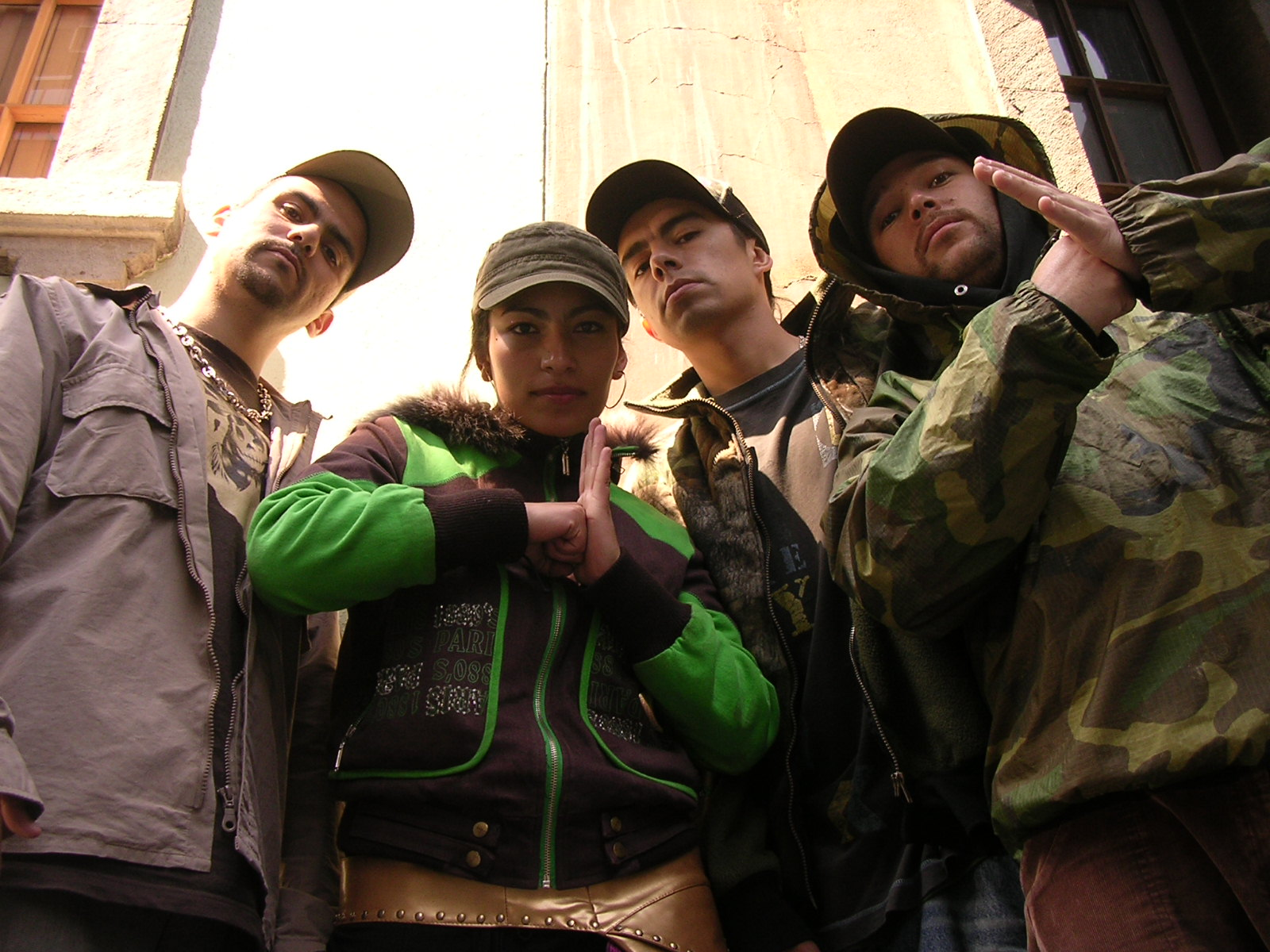
Cùng với Makiza vào năm 2005.

Vào năm 1997, nhóm nhạc phát hành CD đầu tiên của mình, Vida Salvaje, với một thành công lớn dù nó là một sản phẩm độc lập.

### Sự nghiệp solo
Vào tháng 11 năm 2006, Tijoux phát hành đĩa đơn đầu tiên "Ya no fue" và ra mắt với tư cách là một nghệ sĩ solo.

## Lịch sử âm nhạc

### Makiza
- Vida Salvaje (Independent, 1998)
- Aerolíneas Makiza (Sony, 1999)
- Vida Salvaje (Remasterizado) (2004)
- Casino Royal (Bizarro, 2005)

### Phát hánh solo
- 2006 I Love Bruce Lee Unreleased
- 2007 Kaos
- 2010 1977
- 2011 Elefant Mixtape [3]
- 2011 La Bala
- 2014 Vengo

### Hợp tác
- "Santiago penando estás" – Después de Vivir un Siglo - Tributo a Violeta Parra (2001)
- "Subdemo" – FDA
- "Uno, dos: bandera" – Control Machete
- "Roda Do Funk" – Funk Como Le Gusta
- "Lo que tú me das" – Julieta Venegas
- Eres para mí – Julieta Venegas
- "Freno de mano" – Los Tres
- "La medicina" – Los Tetas
- "Supervielle" – Bajofondo Tango Club
- "Música para después del almuerzo – Bitman & Roban
- "E.L.H.Y.L.D." – Hordatoj
- "Tú y tu mirar, yo y mi canción" – Los Bunkers
- "No me digas" – Sayag Jazz Machine
- "Veneno" – Aerstame
- "Ayer" – Hordatoj (El tintero)
- "Si te preguntan" – Los Aldeanos
- "Suena" - Ondatrópica produced by Will Holland & Mario Galeano (2012)[4]
- "Hypnotized" – Morcheeba
- "Somos Sur" - Shadia Mansour
- "Sr.Cobranza 25 años" – Las Manos de Filippi
- "Hit Me" – MTV Unplugged Molotov (2018)

## Giải thưởng và đề cử
Giải Grammy Latin
| Năm  | Tác phẩm đề cử                                     | Giải            | Kết quả    |
| ---- | -------------------------------------------------- | --------------- | ---------- |
| 2014 | "Universos paralelos" — Jorge Drexler & Ana Tijoux | Bài hát của năm | Được đề cử |

Giải Grammy
| Năm  | Tác phẩm đề cử | Giải                                | Kết quả    |
| ---- | -------------- | ----------------------------------- | ---------- |
| 2015 | Vengo          | Best Latin Pop, Rock or Urban Album | Được đề cử |